# O generosa!
 (mars 2018).
Si vous disposez d'ouvrages ou d'articles de référence ou si vous connaissez des sites web de qualité traitant du thème abordé ici, merci de compléter l'article en donnant les références utiles à sa vérifiabilité et en les liant à la section « Notes et références ».
O generosa! est l'hymne officiel de la Serie A écrit par le compositeur italien Giovanni Allevi en 2015. Il est diffusé à chaque ouverture de match de Serie A dans les stades.
Il fut présenté pour la première fois le 27 juillet 2015 à l'expo de Milan pour le tirage au sort du calendrier de la Serie A 2015-2016. Il fut joué pour la première fois le 8 août 2015 au début du match de Supercoupe d'Italie 2015 entre la Juventus et la Lazio au Stade de Shanghai en Chine.